# Hermandad de la Soledad de San Lorenzo (Sevilla)
La Hermandad de la Soledad es una cofradía católica de Sevilla, Andalucía, España. Procesiona en la Semana Santa. 
Su nombre completo es Pontificia y Real Hermandad Sacramental, Nuestra Señora de Roca-Amador, Ánimas Benditas, Beato Marcelo Spínola y Primitiva Cofradía de Nazarenos de María Santísima en su Soledad.

## Historia
Se fundó a mediados del siglo XVI. Pertenecieron a ella miembros de la nobleza y de la Maestranza de Caballería. Cambió de sede en varias ocasiones, pasando por el monasterio de Santo Domingo de Silos, el hospital del Amor de Dios, la iglesia de Santiago de los Caballeros y, en 1575, se instaló en la Casa Grande del Carmen Calzado, en cuyo compás construyó una capilla propia en 1584. Estuvo ahí hasta la invasión francesa de Sevilla y tuvo que reorganizarse en la iglesia de San Miguel a partir de 1810. Esta fue derribada en la revolución liberal de 1868 y la hermandad se trasladó a la iglesia de San Lorenzo.
Durante mucho tiempo, sobre todo en los tiempos en el Convento del Carmen, pertenecieron a ella muchos nobles y miembros de la Real Maestranza de Caballería. En la capilla que la hermandad tenía en la Casa Grande del Carmen poseían tres retablos. Uno de ellos tenía doce escalones y los fieles los subían de rodillas, rezando Ave Marías y consiguiendo indulgencias, como si se tratara de la Santa Escala de Roma.
En 1614 sacó a la Virgen bajo palio, siendo la primera hermandad sevillana que lo hizo de esta forma.
Fue la primera hermandad en organizar la procesión de impedidos por las calles de su parroquia, como continúa haciendo en la actualidad.
Tradicionalmente, fue la última que procesionó el Viernes Santo y hoy es la última que procesiona el Sábado Santo.
Hasta el siglo XVII la hermandad sacaba 3 pasos: unas parihuelas con una cruz sobre el calvario, un paso con un Jesús Yacente en el Sepulcro y un paso palio con la Virgen. Al regreso de la Catedral se dejaba el paso del Sepulcro en la capilla de las monjas agustinas, desde donde el Domingo de Resurrección se llevaba en procesión de Gloria un Jesús Resucitado.

## Virgen en su Soledad

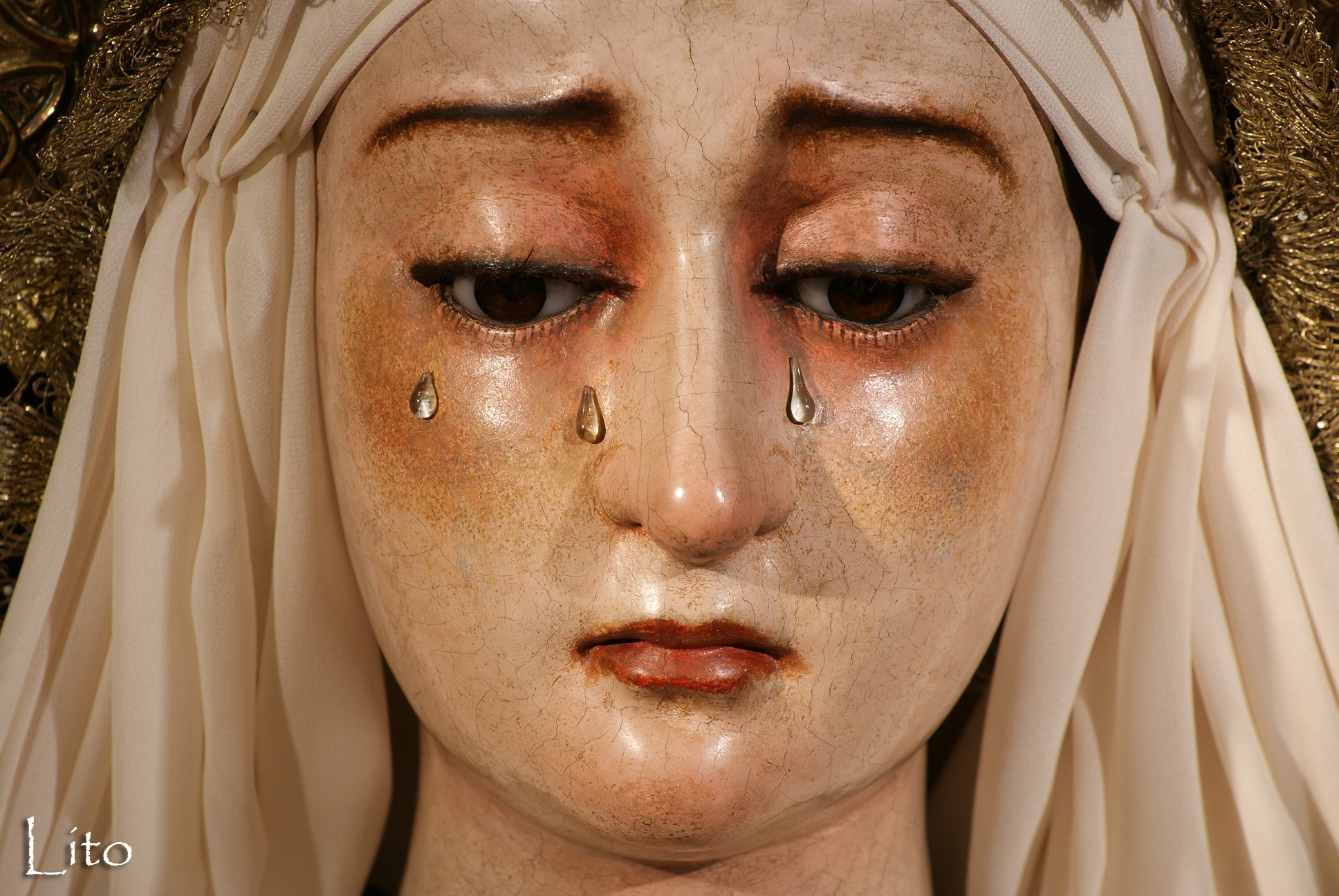
Rostro de la Virgen de la Soledad de San Lorenzo

En la estación de penitencia esta cofradía procesiona un único paso que representa a la Virgen en su Soledad, al pie de la Cruz, que tiene un sudario. La talla de la Virgen es de origen anónimo de finales del siglo XVI. Entre sus restauraciones cabe destacar: la realizada en 1864, otra en 1916, nuevamente restaurada en 1953 y la más reciente en 1985.
El paso de la Virgen es neobarroco dorado, con doble iluminación por candelabros de guardabrisas y candelería de plata. El paso fue diseñado por Santiago Martínez y realizado en 1951 por Francisco Ruiz Rodríguez. En las esquinas cuenta ángeles mancebos del siglo XVII. La candelería fue realizada en plata en 1960 por Manuel Seco.                                                                                La hermandad como muestra de agradecimiento hacía Santiago Martínez y Francisco Ruiz les concedió a ello y a todos sus sucesores el derecho de las maniguetas delanteras del paso a perpetuidad. 
La Virgen lleva diadema de oro de ley, hecha en 1978. La saya está bordada en el siglo XIX, y el manto es de terciopelo negro, bordado en oro en 1875.

## Músicas dedicadas
- La Soledad (Pedro Morales Muñoz, 1991).
- María Santísima en su Soledad (José Albero Francés, 2006).
- La Soledad de San Lorenzo (Jacinto Manuel Rojas Guisado, 2014).
- Soledad de San Lorenzo (María del Monte)

## Túnicas
Son blancas, de cola, con antifaces, escapularios, manguitos y cíngulos negros.

## Paso por la carrera oficial
| Predecesor: El Santo Entierro | Orden de entrada en la carrera oficial (Sábado Santo) 5.º lugar | Sucesor: La Resurrección (Domingo de Resurrección) |